# Hyde End (Berkshire)
Hyde End – wieś w Anglii, w hrabstwie ceremonialnym Berkshire, w dystrykcie (unitary authority) West Berkshire. Leży 20 km na południowy zachód od centrum miasta Reading i 77 km na zachód od centrum Londynu.